# آتیک غربی
آتیک غربی ( یونانی: Δυτική Αττική  ) یکی از واحدهای منطقه‌ای یونان است که بخشی از منطقه آتیکا است. این واحد منطقه‌ای بخش غربی تراکم آتن و منطقه غرب آن را پوشش می‌دهد.

## مدیریت
واحد منطقه‌ای آتیک غربی به ۵ شهرداری تقسیم می‌شود.  این شهرداری‌ها به شرح زیر هستند (تعداد مانند نقشه در جعبه اطلاعات): 
- آسپروپیرگوس (۲)
- الفسینا (۱)
- فیلی (۵)
- ماندرا-ایدیلیا (۳)
- مگارا (۴)

در جریان انتخابات پارلمانی، آتیک غربی به حوزه انتخاباتی آتیک تعلق دارد.

### بخشداری
به عنوان بخشی از اصلاحات دولت کالیکراتیس در سال ۲۰۱۱، واحد منطقه‌ای آتیک غربی از استان سابق آتیک غربی ایجاد شد ( یونانی: νομαρχία Δυτικής Αττικής ). استان دارای همان قلمرو واحد منطقه‌ای فعلی بود. در همین زمان شهرداری‌ها نیز سازماندهی شدند. جدول زیر ساماندهی این مناطق را نشان می‌دهد. 
| شهرداری جدید   | شهرداری‌های قدیمی | جایگاه      |
| -------------- | ---------------- | ----------- |
| آسپروپیرگوس    | آسپروپیرگوس      | آسپروپیرگوس |
| الفسینا        | الفسینا          | الفسینا     |
| الفسینا        | ماگولا           | الفسینا     |
| فیلی           | فیلی             | آنو لیوسیا  |
| فیلی           | آنو لیوسیا       | آنو لیوسیا  |
| فیلی           | زفیری            | آنو لیوسیا  |
| ماندرا-ایدیلیا | ماندرا           | ماندرا      |
| ماندرا-ایدیلیا | اریترس           | ماندرا      |
| ماندرا-ایدیلیا | اوینوی           | ماندرا      |
| ماندرا-ایدیلیا | ویلیا            | ماندرا      |
| مگارا          | مگارا            | مگارا       |
| مگارا          | نیا پراموس       | مگارا       |

### استان‌ها
در استان آتیک غربی، دو استان وجود داشت: مگاریدا و استان آتیکا (که بیشتر آن بخشی از آتیک شرقی بود).  استان بودن این دو منطقه در سال ۲۰۰۶ لغو شد.